# 2009年5月臺灣
| << | 2009年5月 （民國98年） | >> |    |    |    |    |
| \| 日 \| 一 \| 二 \| 三 \| 四 \| 五 \| 六 \| \| \| \| \| \| \| 1 \| 2 \| \| 3 \| 4 \| 5 \| 6 \| 7 \| 8 \| 9 \| \| 10 \| 11 \| 12 \| 13 \| 14 \| 15 \| 16 \| \| 17 \| 18 \| 19 \| 20 \| 21 \| 22 \| 23 \| \| 24 \| 25 \| 26 \| 27 \| 28 \| 29 \| 30 \| \| 31 \| \| \| \| \| \| \| |                        |    |    |    |    |    |
| 臺灣新聞動態／維基新聞 |                        |    |    |    |    |    |
| 世界／中国大陆／臺灣 |                        |    |    |    |    |    |
| 日 | 一                     | 二 | 三 | 四 | 五 | 六 |
| |                        |    |    |    | 1  | 2  |
| 3 | 4                      | 5  | 6  | 7  | 8  | 9  |
| 10 | 11                     | 12 | 13 | 14 | 15 | 16 |
| 17 | 18                     | 19 | 20 | 21 | 22 | 23 |
| 24 | 25                     | 26 | 27 | 28 | 29 | 30 |
| 31 |                        |    |    |    |    |    |

## 5月31日
- 針對波蘭醫學生事件，台灣醫學生聯合會號召全國十多所大學醫學系、中醫系與牙醫系共兩千多名學生，從台北中正紀念堂自由廣場出發至立法院前抗議，要求達成落實國外醫事學歷認證（學歷甄試）、在台實習列入國考資格、拒絕落日條款等三點訴求。自由電子報yam天空新聞─中央社（页面存档备份，存于）
- 馬英九總統結束瓜地馬拉訪問行程，率團搭機前往「久睦之旅」第三站薩爾瓦多，將參加新任總統毛里西奧·富內斯的就職典禮。中國時報

## 5月30日
- 馬英九總統抵達「久睦之旅」第二站瓜地馬拉訪問，瓜國總統阿爾瓦羅·科洛姆以軍禮歡迎馬總統伉儷，兩國元首並簽署聯合聲明；但雙方隨扈卻在軍禮及簽署聲明時，兩度發生摩擦。自由時報
- 知名提神飲料「紅牛能量飲料」遭衛生署驗出含有微量一級毒品古柯鹼，台北地檢署昨天指揮調查局幹員至進口商南聯國際貿易查扣共41萬1960瓶，並要求業者立即將產品全面下架。自由時報

## 5月29日
- 馬英九總統率團造訪「久睦之旅」第一站貝里斯，第一夫人周美青在當地首度進行個人的公開外交活動，並與朱宗慶打擊樂團連袂演出。自由時報
- 環保署研擬「清潔服務業證照制度」，未來專業洗廁所、打掃大樓的清潔人員都必須取得證照，證明自己的專業能力並作為升遷依據；而草擬中的《環境整潔及美化促進法草案》也將納入此一制度。自由時報
- 中油依據浮動油價機制，傍晚宣布調漲汽柴油批售價格，明日凌晨零時起，各類汽油每公升調漲0.4元、柴油調漲0.2元。台塑石化隨後跟進，明日凌晨1時起，汽油每公升調漲0.4元，柴油每公升調漲0.2元。yam天空新聞─中央社（页面存档备份，存于）自由時報

## 5月28日
- 國際特赦組織發表2009年世界人權報告，指出台灣持續以法律限制言論及集會自由，並指出由於法官無法及時簽發保護令，使家庭暴力防治法無法對被害人提供有效保護。自由時報
- 高雄市警察局新興分局偵破5月24日發生的高雄捷運美麗島站和信義國小站出入口玻璃遭BB彈破壞案件，4名嫌犯中有3人未成年；由於日前曾發生多起類似案件，警方正逐一清查。yam天空新聞─中央社

## 5月27日
- 台南地檢署偵辦詐領健保費案件，意外查獲無照醫師集團以假冒證件在醫院擔任代班醫師看診，總計遍及全台17所公私立醫療院所。中國時報自由時報
- 國家通訊傳播委員會（NCC）以提出七項附款及四項改善事項，有條件通過旺旺中時集團申請中視及中天電視董監事變更案，並明定如查出有大陸及外國資金入股，NCC得撤銷許可。中國時報自由時報
- 今日加權股價指數收盤行情：

 上漲207.33點／成交價：6890.44點／成交量：新台幣2235.36億元

## 5月26日
- 第六季超級籃球聯賽總冠軍賽結果揭曉，達欣以81：64擊敗企圖爭取三連霸的台啤，拿下隊史第一座SBL總冠軍獎盃。yam天空新聞─中央社（页面存档备份，存于）
- 馬英九總統伉儷率領158人訪問團，傍晚自桃園國際機場出發出訪薩爾瓦多、貝里斯、瓜地馬拉等中美洲友邦，展開為期10天的「久睦之旅」，並將在美國洛杉磯、西雅圖過境。yam天空新聞─中央社（页面存档备份，存于）

- 今日加權股價指數收盤行情：

 下跌51.35點／成交價：6683.11點／成交量：新台幣1997.22億元

## 5月25日
- 衛生署疾病管制局宣布台灣再新增三名H1N1新型流感確診病例，總病例數達到九例，且出現首例境內感染確診病例，國內防疫等級提升為第三級。yam天空新聞─中央社（页面存档备份，存于）
- 中國觀光客潛入台北市軍事設施偷拍，遭移送法辦。此為首宗中國參訪團人士刺探軍事機密案。自由時報
- 今日加權股價指數收盤行情：

 下跌2.83點／成交價：6734.46點／成交量：新台幣1906.67億元

## 5月24日
- 今年是六四事件二十週年，為此抵台的知名民運人士王丹原定安排與馬英九總統會面，但已確定遭到總統府方面取消，為此感到「遺憾」，希望馬總統能對六四公開發言。自由時報

## 5月23日
- 98年第一次國中基測在今明兩日登場，共約31萬5000多名考生，在全國208個考場、7748個試場應試。自由時報１２３yam天空新聞─中央社（页面存档备份，存于）
- 衛生署疾病管制局宣布國內第六例H1N1新型流感確診病例出現在臺北縣中和市光復國小附設幼稚園，校方宣布即日起至5月29日全校停課，校區亦將全面進行消毒以防堵疫情。yam天空新聞─中央社（页面存档备份，存于）

## 5月22日
- 行政院主計處公布2009年4月失業率為5.76%，終止連續11個月升高的態勢；但失業人數約62.5萬人，再創歷史新高。yam天空新聞─中央社（页面存档备份，存于）
- 中油依據浮動油價機制，傍晚宣布調漲汽柴油批售價格，明日凌晨零時起，各類汽油每公升調漲0.1元、柴油調漲0.2元。yam天空新聞─中央社１（页面存档备份，存于） （页面存档备份，存于）
- 今日加權股價指數收盤行情：

 上漲18.48點／成交價：6737.29點／成交量：新台幣1870.76億元

## 5月21日
- 行政院主計處公布今年第一季經濟成長率為-10.24%，出口值衰退36.65%，並將今年經濟成長率預測值下修為-4.25%，均創下歷史新低。中央廣播電台yam天空新聞─中央社１（页面存档备份，存于）２（页面存档备份，存于）
- 今日加權股價指數收盤行情：

 上漲15.19點／成交價：6718.81點／成交量：新台幣1829.36億元

## 5月20日
- 衛生署疾病管制局宣布台灣出現首例H1N1新型流感確診病例，患者為一名52歲的外籍船醫。yam天空新聞─中央社１（页面存档备份，存于）２（页面存档备份，存于）３（页面存档备份，存于）４（页面存档备份，存于）５
- 衛生署長葉金川代表中華民國（中華台北）參加在日內瓦召開的第62屆世界衛生大會，於瑞士時間18時20分以觀察員身分在全體會議上發言，全長約4分鐘。yam天空新聞─中央社１（页面存档备份，存于）２（页面存档备份，存于）
- 蕭萬長副總統選擇在總統、副總統就任1週年的今日，在台北榮民總醫院進行肺部腫瘤切除手術，預計兩週後可出院。yam天空新聞─中央社（页面存档备份，存于）自由時報
- 高雄世運會主場館正式竣工，晚間舉行落成音樂會，估計約有5萬人到場觀賞。yam天空新聞─中央社（页面存档备份，存于）自由時報
- 今日加權股價指數收盤行情：

 上漲48.03點／成交價：6703.62點／成交量：新台幣1915.56億元

## 5月19日
- 瑞士洛桑管理學院發表2009年世界競爭力排名，在57個受評比經濟體中，台灣由去年的13名大幅滑落至23名，且總體經濟表現、企業經營效率、政府效能、基礎建設四項指標全數退步。yam天空新聞─中央社１（页面存档备份，存于）２（页面存档备份，存于）３（页面存档备份，存于）
- 立法院三讀通過《公務人員行政中立法》，明確規定公務人員參與政治活動的權利、限制及保障。yam天空新聞─中央社（页面存档备份，存于）
- 立法院三讀通過《洗錢防制法》部分條文修正案，並增訂「資助恐怖行動罪」，未來全體國民不分國境內外，只要從事洗錢或資助恐怖行動者都將受罰。yam天空新聞─中央社（页面存档备份，存于）
- 高雄市長陳菊原擬代表高雄市於21日赴北京參加世界不動產聯盟所舉辦的「全球卓越建設獎」，但受到H1N1新型流感疫情在中國擴大的影響，高雄市政府宣布取消此次北京之行。yam天空新聞─中央社（页面存档备份，存于）
- 全由台灣人組成的「歐都納七頂峰攀登隊」，於台灣時間12時52分順利登上世界最高峰珠穆朗瑪峰，完成3年內登上七大洲名山的壯舉。yam天空新聞─中央社１２（页面存档备份，存于）３（页面存档备份，存于）
- 今日加權股價指數收盤行情：

 上漲77.78點／成交價：6655.59點／成交量：新台幣2187.70億元

## 5月18日
- 衛生署長葉金川赴瑞士日內瓦參加第62屆世界衛生大會（WHA），政府駐外代表處在大會前夕舉辦晚宴款待葉金川一行及友邦官員。但散席之際，10多名台灣旅歐留學生和僑民針對WHO矮化台灣主權向與會人士示威抗議，引起現場一陣騷動。yam天空新聞─中央社１（页面存档备份，存于）２
- 民進黨主辦的凱道24小時跨夜靜坐，在民進黨主席蔡英文於晚間10時20分宣布散會後如期結束，但現場仍有部分群眾不肯離去。yam天空新聞─中央社１（页面存档备份，存于）２（页面存档备份，存于）３
- 多家媒體報導，一名空軍499聯隊的幻象戰機上尉飛行官吸食K他命毒品。空軍司令部參謀長吳健行在立法院出席報告時，表示該員已遭記大過處分，並調離第一線勤務，也送交軍事檢察機關調查，空軍對此表達歉意。yam天空新聞─中央社（页面存档备份，存于）
- 今日加權股價指數收盤行情：

 上漲88.72點／成交價：6577.81點／成交量：新台幣1664.67億元

## 5月17日
- 民主進步黨與多個民間本土社團於台北、高雄同步舉行嗆馬保台大遊行，表達對馬英九政府兩岸、經濟、人權政策的不滿，合計約有80萬人參與。自由時報nownews（页面存档备份，存于）yam天空新聞─中央社１（页面存档备份，存于）２（页面存档备份，存于）３（页面存档备份，存于）
- 2名從桃園八德到台北參加嗆馬保台大遊行的民眾，在台北市杭州南路與信義路交叉口附近遭到警車衝撞，造成一人命危、一人輕傷；檢警勘查現場後，未發現有煞車痕，疑似因警車速度過快而造成意外。自由時報
- 台東縣議員張茂益傍晚發生車禍，深夜經家屬同意後放棄搶救不治。yam天空新聞─中央社（页面存档备份，存于）

## 5月16日
- 為期兩天的97學年度四技二專統一入學測驗自下午起登場，共計約有15萬8000名考生報名參加。yam天空新聞─中央社（页面存档备份，存于）
- 衛生署長葉金川在瑞士時間上午10時40分抵達日內瓦，將以觀察員身分代表中華民國（中華台北）參加5月18日召開的第62屆世界衛生大會（WHA）。yam天空新聞─中央社１（页面存档备份，存于）２（页面存档备份，存于）
- 台灣學生在美國內華達州雷諾舉行的2009年英特爾國際科技展覽會（2009 Intel ISEF）再放異彩，台中女中高二學生曾依晴以「麵包蟲體內分離出可分解保麗龍之菌種」研究，獲得大會微生物科首獎肯定。yam天空新聞─中央社（页面存档备份，存于）

## 5月15日
- 行政院新聞局公布第20屆金曲獎流行音樂類入圍名單，周杰倫以《魔杰座》專輯入圍最佳國語專輯獎等八個獎項，成為大贏家；特別貢獻獎則由滾石唱片總經理段鍾潭獲得。頒獎典禮將於6月27日在台北小巨蛋舉行。yam天空新聞─中央社１（页面存档备份，存于）２（页面存档备份，存于）３（页面存档备份，存于）
- 行政院研考會在下午針對政府施政滿意度發布最新民調。有54.7%受訪者對馬英九總統感到滿意，是馬總統就任以來，研考會民調的新高點；行政院長劉兆玄的滿意度則是45.3%。yam天空新聞─中央社（页面存档备份，存于）
- 因案入獄的立法委員顏清標，昨晚離開台中監獄後，上午向台中地檢署報到，正式完成假釋出獄的所有手續，並於同日恢復立法委員職權。yam天空新聞─中央社１（页面存档备份，存于）２（页面存档备份，存于）
- 中油依據浮動油價機制，傍晚宣布調漲汽柴油批售價格，明日凌晨零時起，各類汽油每公升調漲0.6元、柴油調漲1元。台塑石化隨後跟進，明日凌晨1時起，汽油每公升調漲0.6元，柴油每公升調漲1元。yam天空新聞─中央社１（页面存档备份，存于）２（页面存档备份，存于）
- 今日加權股價指數收盤行情：

 上漲124.92點／成交價：6489.09點／成交量：新台幣1640.39億元

## 5月14日
- 立法院在3月31日通過《經濟社會文化權利國際公約》及《公民與政治權利國際公約》兩項聯合國人權公約後，總統府上午舉行簽署儀式，馬英九總統在行政院長劉兆玄、立法院長王金平、司法院長賴英照的見證下，正式簽署兩項公約的批准書。yam天空新聞─中央社１２
- 前行政院長蘇貞昌、民進黨主席蔡英文聯袂前往台北看守所，首次探視因案遭羈押的前總統陳水扁。yam天空新聞─中央社（页面存档备份，存于）
- 今日加權股價指數收盤行情：

 下跌120.97點／成交價：6364.17點／成交量：新台幣1626.59億元

## 5月13日
- 國民黨宣布年底縣市長選舉參選人第2波提名作業，包括新竹縣邱鏡淳、台南市謝龍介、台東縣黃健庭等3人；現任台東縣長鄺麗貞因在黨內初選落敗而未獲提名。yam天空新聞─中央社
- 今日加權股價指數收盤行情：

 上漲52.59點／成交價：6485.14點／成交量：新台幣1598.4億元

## 5月12日
- 因案遭羈押的前總統陳水扁於5月9日送台北縣立醫院板橋院區戒護就醫，昨日晚間主動要求「自動出院」後，上午8時還押台北看守所。yam天空新聞─中央社（页面存档备份，存于）
- 今日加權股價指數收盤行情：

 下跌214.95點／成交價：6432.55點／成交量：新台幣1764.63億元

## 5月11日
- 衛生署疾病管制局原於凌晨零時宣布一對自美國返台的母女確定罹患H1N1新型流感，但在兩個小時後又宣布兩人僅是罹患一般流感。中國時報自由時報
- 前總統陳水扁涉及國務機要費案、扁家洗錢疑案等重大弊案遭第三次羈押期限屆滿，台北地方法院晚間召開合議庭，裁定自5月26日起再延押2個月。yam天空新聞─中央社１（页面存档备份，存于）２（页面存档备份，存于）
- 因案入獄的立法委員顏清標申請假釋案，晚間獲法務部核准，待檢方聲請保護管束通過後即可獲釋。yam天空新聞─中央社２
- 今日加權股價指數收盤行情：

 上漲63.63點／成交價：6647.5點／成交量：新台幣1896.12億元

## 5月10日
- 本日是母親節，同時也與佛誕節同日，慈濟、法鼓山、佛光山等佛教團體均在全台各地舉行各種祈福活動。自由時報

## 5月9日
- 因案遭羈押的前總統陳水扁，因健康情形惡化，上午10時10分遭強制戒護送醫，從台北看守所前往台北縣立醫院板橋院區檢查。yam天空新聞─中央社（页面存档备份，存于）

## 5月8日
- 國家通訊傳播委員會（NCC）針對中視、中天電視申請董事長、董監事及總經理變更案召開聽證會，這也是NCC成立以來，首度針對媒體股權變更而舉辦的聽證會。yam天空新聞─中央社１（页面存档备份，存于）２（页面存档备份，存于）３（页面存档备份，存于）
- 中油依據浮動油價機制，傍晚宣布調漲汽柴油批售價格，明日凌晨零時起，各類汽油每公升調漲0.9元、柴油調漲1元。台塑石化隨後跟進，明日凌晨1時起，汽油每公升調漲0.9元，柴油每公升調漲1元。yam天空新聞─中央社１（页面存档备份，存于）２
- 今日加權股價指數收盤行情：

 上漲11.00點／成交價：6583.87點／成交量：新台幣1979.26億元

## 5月7日
- 財政部統計處公布4月份海關進出口概況；其中，出口值為148.5億美元，較去年同期減少34.3%，也較今年3月減少4.8％，但衰退幅度已逐漸縮小。yam天空新聞─中央社１（页面存档备份，存于）２（页面存档备份，存于）３（页面存档备份，存于）自由時報工商時報
- 今日加權股價指數收盤行情：

 上漲6.17點／成交價：6572.87點／成交量：新台幣2432.87億元

## 5月6日
- 海基會董事長江丙坤上午表示，考慮自身年齡與體力，已在4日向馬英九總統請辭。馬總統則在接受媒體專訪時表示將會強力慰留，總統府稍後表示將會退還辭呈。yam天空新聞─中央社１２３（页面存档备份，存于）
- 今日加權股價指數收盤行情：

 上漲186.76點／成交價：6566.7點／成交量：新台幣2401.32億元

## 5月5日
- 監察院公佈第153期公職人員財產申報資料專刊，刊載馬英九總統、蕭萬長副總統、行政院長劉兆玄等首長的財產申報資料。與去年相比，馬總統財產總額增加新台幣200餘萬元，總統也依規定信託土地、房屋及股票；蕭副總統存款則減少約新台幣800餘萬元。yam天空新聞─中央社
- 立法院程序委員會將第三次江陳會所簽署之協議列入5月8日院會報告事項議程，但民進黨黨團要求將《集會遊行法》部分條文修正草案暫緩列入院會議程，經朝野協商未達成共識，將擇期再議。yam天空新聞─中央社（页面存档备份，存于）
- 最高檢察署特偵組偵辦前總統陳水扁相關弊案，第二波案情偵查宣告終結；檢方依公務員對職務上的行為收受賄賂及圖利等罪，將陳水扁及其妻吳淑珍追加起訴。yam天空新聞─中央社（页面存档备份，存于）
- 《中華評述》主編紀曉峰表示，馬政府為配合北京，國防部軍事情報局已與中國情報機關合作打擊疆獨與藏獨。自由時報
- 今日加權股價指數收盤行情：

 上漲49.54點／成交價：6379.94點／成交量：新台幣2134.37億元

## 5月4日
- 臺北縣新莊市一對呂姓夫婦的3個多月大女嬰因不明原因在保母家死亡，昨日凌晨被保母放在置物箱中送回；台北市警局大同分局在台北市延平北路將保母盧怡珊和丈夫陳泳安兩人帶回偵訊。中國時報自由時報
- 立法院本日排定審議攸關大陸學歷認證、大陸學生來台的《兩岸人民關係條例》修正草案；民進黨籍立委為阻擋法案審查，上午先杯葛內政委員會議事進行，下午再將教育及文化委員會、內政委員會等涉及法案審查的委員會會議室大門反鎖，導致議事全面停擺。yam天空新聞─中央社１（页面存档备份，存于）２（页面存档备份，存于）３（页面存档备份，存于）
- 今日加權股價指數收盤行情：

 上漲337.83點／成交價：6330.40點／成交量：新台幣1645.53億元

## 5月3日
- 東海大學遭恐嚇下毒案宣告偵破，台中市警察局昨晚從台中縣大雅鄉帶回王姓男子偵訊，王姓男子原本矢口否認，在警方出示相關證物後才坦承犯案；警方也證實是1人單獨犯案。yam天空新聞─中央社１（页面存档备份，存于）２（页面存档备份，存于）
- 五名大學生手持「反對承認中國學歷！反對開放陸生來台！」標語，在台南向馬英九嗆聲，遭到祀典武廟工作人員毆打，警方逮捕學生，卻未逮捕施暴者。自由時報

## 5月2日
- 由台師大主辦的98年全國大專校院運動會本日正式開幕，來自全國167所大專院校、將近6000名選手，將在5天的賽程中，競逐1800面獎牌，規模創下歷屆之最。yam天空新聞─中央社
- 美國人權組織自由之家公布「2009年世界新聞自由調查報告」，馬英九上台後，台灣繼續被評為新聞自由國家；但評比從去年的20分，降為今年的23分，名次也從去年的第32名降為第43名，同時喪失亞洲寶座。yam天空新聞─中央社自由時報

## 5月1日
- 本日是五一勞動節，勞工團體發動逾萬名工人在台北街頭遊行，要求政府即刻停止教育部補貼大專生至企業實習等錯誤政策，並召開勞資政三方會議以解決嚴重失業問題。自由時報中國時報
- 台中市東海大學遭到歹徒恐嚇，揚言將對校園水源下毒。校方除報警處理外，也在本日上午9時許緊急關閉供水系統，並由學校環科系檢測，24小時監控水源安全。yam天空新聞─中央社（页面存档备份，存于）
- 中油依據浮動油價機制，傍晚宣布調降國內汽柴油批售價格，明日凌晨零時起，各類汽油每公升調降0.2元、柴油調降0.1元；每月檢討一次的液化石油氣批售價格亦同步調降，桶裝瓦斯每公斤調降0.25元。台塑石化隨後跟進，明日凌晨1時起，汽油每公升調降0.2元，柴油每公升調降0.1元。yam天空新聞─中央社１（页面存档备份，存于）２（页面存档备份，存于）３（页面存档备份，存于）